# Charles J. Joachain
Charles J. Joachain é um físico da Bélgica. Obteve um Ph.D. em física pela Universidade Livre de Bruxelas em 1963. Fez pós-doutorado na Universidade da Califórnia em Berkeley.
É professor de física na Universidade Livre de Bruxelas desde 1965.
É autor de muitas publicações na teoria atômica, física nuclear, teoria da dispersão, etc.
É membro da American Physical Society.
Seu livro Quantum collision theory (North-Holland Publishing, 1975, ISBN 0-444-86773-2 - Elsevier) é referência mundial na área de teoria da dispersão.